# Charlotte Ayanna
Charlotte Ayanna - geboren als Charlotte Lopez (San Juan, 25 september 1976) - is een in Puerto Rico geboren Amerikaanse actrice. Ze groeide op in Vermont en veranderde haar achternaam in Ayanna omdat ze de achternaam van haar grootvader niet meer wilde dragen toen ze erachter kwam dat die haar moeder Emma in de steek had gelaten. Ze werd voornamelijk grootgebracht door pleeggezinnen, omdat haar moeder daartoe niet capabel werd geacht. Ayanna werd in 1993 Miss Teen USA namens Vermont (als Charlotte Lopez).
Na eenmalige gastrollen in Weird Science, Beverly Hills, 90210 en The Steve Harvey Show (waarvan drie keer als een ander personage in Weird Science), maakte Ayanna in 1997 haar filmdebuut als Nina in Trojan War. Sindsdien speelde ze rollen in meer dan tien andere films. Daarnaast verscheen ze in twee afleveringen van The Secret World of Alex Mack als Hannah Mercury en eenmalig in Profiler (1998) en Entourage (2004).
Ayanna is behalve in films te zien in de videoclip bij Ricky Martins liedje She's All I Ever Had uit 1999.

## Filmografie
*Exclusief televisiefilms
| - Rain from Stars (2013) - Christmas in Compton (2012) - The Insatiable (2006) - The Thirst (2006) - Push (2006) - Once Upon a Wedding (2005) - Spun (2002) - Kate & Leopold (2001) | - Training Day (2001) - Love the Hard Way (2001) - Rennie's Landing (2001) - Dancing at the Blue Iguana (2000) - The Rage: Carrie 2 (1999) - Jawbreaker (1999) - Telling You (1998) - Trojan War (1997) |

- Bibliothèque nationale de France: cb141516433 (data)
- Gemeinsame Normdatei: 1071827057
- International Standard Name Identifier: 0000 0000 0094 4758
- Library of Congress Control Number: n96021574
- Nederlandse Thesaurus van Auteursnamen: 305522116
- Virtual International Authority File: 42049029
- WorldCat: E39PBJm4PdKwKC3gPYcRXJc773